# Nuevo orden
Nuevo orden és una pel·lícula de suspens distòpica d'art mexicana-francesa de 2020 escrita, dirigida, produïda i editat per Michel Franco. La pel·lícula segueix una parella de classe alta a la Ciutat de Mèxic les noces de la qual és envaïda per avalotadors enmig d'un aixecament de la classe treballadora a nivell nacional. La pel·lícula és protagonitzada per Naian González Norvind, Diego Boneta i Mónica del Carmen.
La pel·lícula es va estrenar en el Festival de Cinema de Venècia el 10 de setembre de 2020, on va guanyar el Gran Premi del Jurat. Posteriorment, la pel·lícula es va projectar en el Festival Internacional de Cinema de Toronto i en el Festival Internacional de Cinema de Sant Sebastià. Videocine va establir una àmplia estrena teatral al seu país d'origen. Neon té els drets de distribució de la pel·lícula per al territori estatunidenc, mentre que MUBI la llançarà al Regne Unit.
A Mèxic, el tràiler va rebre abundants crítiques en ser considerat classista i racista. Quan es va estrenar en aquest país la pel·lícula completa, la crítica especialitzada la va valorar de manera dispar..

## Argument
En 2021 la bretxa entre classes socials a Mèxic és cada vegada més marcada. Unes noces de l'alta societat és interrompuda per un grup d'avalotadors armats i violents que formen part d'un aixecament encara major dels desfavorits i prenen els participants com a ostatges.
L'exèrcit mexicà utilitza el desordre provocat pels disturbis per a instaurar una dictadura militar al país.

## Repartiment
- Naian González Norvind com a Marian
- Diego Boneta com a Daniel
- Darío Yazbek Bernal com a Alan
- Mónica del Carmen com a Marta
- Fernando Cuautle com a Cristian
- Eligio Meléndez com a Rolando
- Patricia Bernal com a Pilar
- Lisa Owen com a Rebeca
- Gustavo Sánchez Parra com a General Oribe
- Roberto Medina com a Iván Novello
- Juana Arias com a Karla
- Sonia Couoh com a Beatriz
- Enrique Singer com a Víctor
- Mercedes Hernández com a Josefa
- Leonardo Alonso com a Felipe
- Claudia Schmidt com a Isabel

## Producció
Michel Franco va començar a desenvolupar la idea fa sis anys i va acabar-ne el guió fa tres. La producció va concloure al maig de 2019. L'elenc inclou a Naian González Norvind, Diego Boneta, Mónica Del Carmen, Fernando Cuautle, Darío Yazbek Bernal i Eligio Meléndez.

## Estrena
La pel·lícula es va estrenar al Festival Internacional de Cinema de Venècia el 10 de setembre de 2020. També es va projectar al Festival Internacional de Cinema de Toronto el 15 de setembre de 2020. Poc després, Neon va adquirir els drets de distribució de la pel·lícula als Estats Units. A Mèxic va tenir una estrena en cinemes i és distribuït per Videocine.

## Recepció

### Crítica
Nuevo orden té un índex d'aprovació del 67% al lloc web de l'agregador de ressenyes Rotten Tomatoes, basat en 43 ressenyes amb un mitjana ponderada de 7.5 en el qual el consens de "Malgrat bones actuacions, la brutalitat despietada i la mirada desenfocada de Nuevo orden amenacen amb descarrilar el seu missatge." A Metacritic, la pel·lícula té una qualificació de 73 sobre 100, segons 8 crítics, la qual cosa indica "crítiques generalment favorables".
| País  | Mig / Autor(a)                   | Crítica | Tendència        |
| ----- | -------------------------------- | --- | ---------------- |
| Mèxic | Cinema Garage Erick Estrada      | «Nuevo orden és més un advertiment sobre les conseqüències dels seus actor als qui volen revertir l'acomodament actual de les coses que una crida d'atenció davant la militarització del país, militarització els efectes de la qual la major part de la població ja coneix i pateix. Injecció de por des de l'òptica de la por.»                           | Crítica negativa |
| Mèxic | Chilango Carlos Hugo González    | «...aconsegueix impactar i sacsejar l'audiència.». | Crítica positiva |
| Mèxic | Codigos Espaguetti Nicolas Ruiz  | «...questa crítica, sense empatia, des d'aquesta distància freda que veu als individus en borregos i als manifestants en zombis assedegats de sang, crea representacions maniquees, buides i banals que converteixen qualsevol tipus de lectura crítica sobre el present en una sèrie de sermons: sermons sense sentit, sermons buits, sermons perillosos.» | Crítica negativa |
| Mèxic | Cine Premiere Arturo Magaña Arce | «...Michel Franco criminalitza la protesta. Li dona la raó a aquells que jutgen als qui, de forma desesperada, exigeixen justícia des dels carrers.» | Crítica negativa |
| Mèxic | Revista GQ Irene Crespo          | «Com a pel·lícula d'acció distòpica, Nuevo orden és brillant. El ritme, l'estil, la tècnica, tot..». | Crítica positiva |

### Polèmica a Mèxic
Abans de la seva estrena a cinemes mexicans, el tràiler va ser rebut amb una aclaparadora resposta negativa per part del públic a les xarxes socials en ser catalogada com a "classista, racista i amb dolorosos retrats estereotípics de les classes alta i baixa a Mèxic".
Les acusacions de racisme cap a la pel·lícula es van refermar quan el director, Michel Franco, va reclamar que el seu film mostrava el "profund racisme invers", i que ell mateix se sentia víctima de "crims d'odi" per la seva condició de "whitexican". Franco es va disculpar poc després en les xarxes socials i va aclarir que no va ser conscient de l'impacte dels termes que va usar.
Després de la seva estrena, la pel·lícula va obtenir crítiques dispars. Algunes de les negatives consideraven reaccionari retratar els manifestants com a salvatges, per la qual cosa es desacreditaven les protestes socials; altres, reiteraven el classisme i racisme que suposava criminalitzar la pobresa.

### Premis i nominacions
| Premi                                         | Categoria                        | Nominats      | Resultat  |
| --------------------------------------------- | -------------------------------- | ------------- | --------- |
| Festival Internacional de Cinema de Venècia   | Lleó d'Or                        | Michel Franco | Nominat   |
| Festival Internacional de Cinema de Venècia   | Gran Premi del Jurat             | Michel Franco | Guanyador |
| Festival Internacional de Cinema de Venècia   | Leoncino d'Or                    | Michel Franco | Guanyador |
| Festival Internacional de Cinema de Chicago   | Gran Premi: Gold Hugo            | Michel Franco | Nominat   |
| Festival Internacional de Cinema d'Estocolm   | Premi Impacte                    | Michel Franco | Guanyador |
| XXVI Premis Cinematogràfics José María Forqué | Millor pel·lícula iberoamericana | Michel Franco | Guanyador |